# Terzano
Terzano è una frazione del comune di Angolo Terme, si trova in provincia di Brescia, in Vallecamonica, nella valletta laterale chiamata "val d'Angolo", percorsa dal fiume Dezzo, affluente destro dell'Oglio, che forma, oltre il passo della Presolana, la val di Scalve. Il piccolo borgo di Terzano non è bagnato dal fiume Dezzo. La frazione è situata su un dosso a nord est del capoluogo, questo dosso è attraversato da una strada che dalla cima di Gorzone, frazione di Darfo Boario Terme, raggiunge la zona delle terme di Angolo, questa strada passa in fondo a Terzano. La posizione, da cui si controllavano tutti i sentieri tra Angolo e Gorzone, è stata usata, sin da tempi remoti, come punto di osservazione e controllo.

## Geografia fisica

### Territorio
Il paese si trova sulla riva sinistra del fiume Dezzo.
Il borgo è circondato da splendidi castagni resi rigogliosi dall'acidità del suolo formatosi sulle poderose coltri di deposito degli antichi ghiacciai. Dalla parte più alta di Terzano partono alcuni sentieri, da cui si possono raggiungere suggestive località, quali il "font dei Ris", oppure la chiesetta di S. Giovanni, circondata da abeti. Dai sentieri si possono raggiungere Prave, o Mazzunno, altra frazione di Angolo terme.
Nei dintorni del cimitero si apre una zona di campagna,con frutteti e pascoli, da cui si diparte un sentiero, il quale, passando da questa bellissima zona, porta al centro storico di Gorzone.

## Storia
Un tempo Terzano era comune autonomo; nel 1861 contava 181 abitanti, nel 1901 222, nel 1921 249. Nel 1928 fu unito, secondo le leggi fasciste, al comune di Angolo (che diventerà nel 1963 Angolo Terme), di cui tutt'oggi è frazione. 

## Monumenti e luoghi d'interesse
- Parrocchiale di S Giulia la chiesa è dedicata a Santa Giulia, a ricordo di una cappella eretta nello stesso luogo prima dell'anno 1000, edificata su ordinazione del potente monastero bresciano di Santa Giulia. Sull'altare maggiore troneggia una pala di Gaspare Gasparini, molto pregiata, raffigurante la Madonna, risalente al 1669. Presente una Fuga in Egitto di Pietro Ricchi, detto il Lucchese. Pregevoli anche alcuni suppellettili e mobili del '500-'700.
- Chiesa di S. Giovanni posta sul sentiero che da Terzano porta alla località Dosso (1280 m), realizzata nel 1870. La muratura portante è a vista, la volta a vela. Interessante una Ultima cena lignea.
- Il centro storico, seppur piccolo, è ricco di viuzze, portali, archi e palazzi, tra cui spicca la ex casa Scalvinelli, nelle vicinanze della parrocchiale; ha uno sviluppo prettamente longitudinale e una forma a "L". Il corpo principale, che da nord si protende a sud, presenta quattro piani e forma un angolo retto con il secondo corpo di fabbrica che è di dimensioni minori e di solo tre piani. Le finestrelle del piano più alto hanno particolare forma ottagonale. Il palazzo risale al '600.

## Cultura
Nel dialetto locale il paese è chiamato "Terha", gli abitanti sono detti, terhanei o più comunemente schitù.
All'inizio di agosto il paese si anima con la sagra dei capù, tipico piatto a base di erbe.